# Unterseeboot 1055
L'Unterseeboot 1055 ou U-1055 est un sous-marin allemand (U-Boot) de type VIIC utilisé par la Kriegsmarine pendant la Seconde Guerre mondiale.
Le sous-marin est commandé le 5 juin 1941 à Kiel (Arsenal Germania), sa quille posée le 30 mars 1943, il est lancé le 9 mars 1944 et mis en service le 8 avril 1944, sous le commandement de l'Oberleutnant zur See Rudolf Meyer.
Il est porté disparu dans l'Atlantique Nord, en avril 1945.

## Conception
Unterseeboot type VII, l'U-1055 avait un déplacement de 769 tonnes en surface et 871 tonnes en plongée. Il avait une longueur totale de 67,10 m, un maître-bau de 6,20 m, une hauteur de 9,60 m et un tirant d'eau de 4,74 m. Le sous-marin était propulsé par deux hélices de 1,23 m, deux moteurs diesel Germaniawerft M6V 40/46 de 6 cylindres en ligne de 1 400 cv à 470 tr/min, produisant un total de 2 060 à 2 350 kW en surface et de deux moteurs électriques Brown, Boveri & Cie GG UB 720/8 de 375 cv à 295 tr/min, produisant un total 550 kW, en plongée. Le sous-marin avait une vitesse en surface de 17,7 nœuds (32,8 km/h) et une vitesse de 7,6 nœuds (14,1 km/h) en plongée. Immergé, il avait un rayon d'action de 80 milles marins (150 km) à 4 nœuds (7,4 km/h; 4,6 milles par heure) et pouvait atteindre une profondeur de 230 m. En surface son rayon d'action était de 8 500 milles nautiques (soit 15 700 km) à 10 nœuds (19 km/h).
L'U-1055 était équipé de cinq tubes lance-torpilles de 53,3 cm (quatre montés à l'avant et un à l'arrière) et embarquait quatorze torpilles. Il était équipé d'un canon de 8,8 cm SK C/35 (220 coups), d'un canon antiaérien de 20 mm Flak et d'un canon 37 mm Flak M/42 qui tire à 15 350 mètres avec une cadence théorique de 50 coups par minute. Il pouvait transporter 26 mines TMA ou 39 mines TMB. Son équipage comprenait 4 officiers et 40 à 56 sous-mariniers.

## Historique
Il passe son temps d'entraînement initial à la 5. Unterseebootsflottille jusqu'au 30 novembre 1944, puis il rejoint son unité de combat dans la 11. Unterseebootsflottille.
Le sous-marin est doté d'un Schnorchel en novembre 1944.
Sa première patrouille est précédée d'un court trajet de Kiel à Horten puis à Marviken. Elle commence le 11 décembre 1944 au départ de Marviken, pour les côtes britanniques. Le 9 janvier 1945 à 18 h 15, l'U-1055 torpille un liberty ship américain du convoi ON-277, à l'entrée de la Manche au large de Bristol. Après plusieurs tentatives de remorquage malgré une mer agitée, le navire coule près du canal de Bristol le 14 janvier.
Le 11 janvier 1945 entre 16 h 10 et 16 h 40, l'U-1055 attaque quelques navires d'un convoi côtier dispersés en mer d'Irlande, à l'ouest d'Anglesey. Il signale deux navires coulés. Une première torpille explose derrière le cargo à vapeur yougoslave Senga, tandis que d'autres torpilles coulent un navire américain et un autre britannique.
Le 15 janvier 1945, le tanker britannique Maja est torpillé et coulé par l'U-1055 au sud-est de Drogheda. 17 membres d'équipage et huit canonniers sont tués dans l'attaque. Le capitaine, 37 membres d'équipage et deux canonniers sont secourus par le chalutier belge Hendrik Conscience et débarqués à Holyhead.
Après 53 jours en mer, l'U-1055 atteint Stavanger le 1er février 1945.
Le 22 mars 1945, il quitte Stavanger pour Bergen.
L'U-1055 reprend la mer pour sa seconde et dernière patrouille le 5 avril 1945. Après 19 jours en mer, l'U-1055 émet son dernier message radio le 23 avril 1945 à l'ouest de l'Irlande, à la position géographique approximative 52° 21′ N, 10° 45′ O, alors qu'il fait route vers sa zone opérationnelle dans la Manche.
Il est déclaré disparu dans l'Atlantique Nord avec ses 49 membres d'équipage lorsqu'il ne donne plus aucune nouvelle de sa position après la cessation des hostilités, ni de sa date ou de son heure d'arrivée dans un port norvégien. Il n'existe aucune explication à sa disparition, son épave n'a pas été retrouvée.

### Fait précédemment établi
Coulé le 30 avril 1945 dans le golfe de Gascogne à l'ouest de Brest, à la position géographique approximative 48° 00′ N, 6° 30′ O, par des charges de profondeur d'un Catalina américain du VPB-63. Cette attaque concerne plutôt le naufrage de l'U-1107. 

## Affectations
- 5. Unterseebootsflottille du 8 avril 1944 au 30 novembre 1944 (Période de formation).
- 11. Unterseebootsflottille du 1er décembre 1944 au 23 avril 1945 (Unité combattante).

## Commandement
- Oberleutnant zur See Rudolf Meyer du 8 avril 1944 au 23 avril 1945 (Croix allemande).

## Patrouilles
|       | Commandant         | Départ            | Départ    | Arrivée          | Arrivée       | Jours    | Succès   |
| ----- | ------------------ | ----------------- | --------- | ---------------- | ------------- | -------- | -------- |
|       | Oblt. Rudolf Meyer | 1er décembre 1944 | Kiel      | 4 décembre 1944  | Horten        | 4 jours  |          |
|       | Oblt. Rudolf Meyer | 9 décembre 1944   | Horten    | 10 décembre 1944 | Marviken      | 2 jours  |          |
| 1     | Oblt. Rudolf Meyer | 11 décembre 1944  | Marviken  | 1er février 1945 | Stavanger     | 53 jours | 19 413   |
|       | Oblt. Rudolf Meyer | 22 mars 1945      | Stavanger | 23 mars 1945     | Bergen        | 2 jours  |          |
| 2     | Oblt. Rudolf Meyer | 5 avril 1945      | Bergen    | 23 avril 1945    | Porté disparu | 19 jours |          |
| Total | Total              | Total             | Total     | Total            | Total         | 80 jours | 19 413 t |

Note : Oblt. = Oberleutnant zur See

## Navires coulés
L'U-1055 a coulé quatre navires marchands totalisant 19 413 tonneaux au cours des deux patrouilles (80 jours en mer) qu'il effectua.
| Date            | Nom            | Nationalité | Tonnage | Convoi | Fait  | Localisation        |
| --------------- | -------------- | ----------- | ------- | ------ | ----- | ------------------- |
| 9 janvier 1945  | Jonas Lie      | USA         | 7 198   | ON-277 | Coulé | 51° 45′ N, 5° 27′ O |
| 11 janvier 1945 | Roanoke        | USA         | 2 606   | -      | Coulé | 53° 19′ N, 4° 48′ O |
| 11 janvier 1945 | Normandy Coast | Royaume-Uni | 1 428   | -      | Coulé | 53° 19′ N, 4° 48′ O |
| 15 janvier 1945 | Maja           | Royaume-Uni | 8 181   | -      | Coulé | 53° 40′ N, 5° 14′ O |